# Монреаль (футбольний клуб)
ФК «Монреаль» (фр. Montreal Football Club) — колишній канадський футбольний клуб з однойменного міста, заснований 2014 року та розформований у 2016 році. Виступав в USL. Домашні матчі приймав на стадіоні «Клод-Робіллард», місткістю 3 500 глядачів.
Був фарм-клубом «Монреаль Імпакт».
9 грудня 2016 року ліквідований шляхом злиття з «Оттава Ф'юрі».